# Michael McManus (Schauspieler, 1962)
Michael McManus (* 15. April 1962 in London, Provinz Ontario, Kanada) ist ein kanadischer Film- und Theaterschauspieler.

## Leben
Michael McManus ist Neffe der kanadischen Schauspielerin und Regisseurin Helen Shaver. Seine Cousine ist die in Kanada bekannte Schauspielerin Lally Cadeau. Er studierte Schauspiel in der University of Alberta mit Abschluss 1986. Darauf folgte eine Ausbildung am „Banff Centre for Arts and Creativity“ in Alberta. In den nächsten Jahren spielte er einige Nebenrollen in kanadischen Fernsehserien und Filmen, bevor er das erste Mal 1990 eine Hauptrolle in Atom Egoyans Film Speaking Parts übernahm, für die er 1990 für einen Genie Award in Kanada nominiert wurde.
Danach spielte er in US-amerikanischen Produktionen mitgewirkt wie Family Pictures (1993) und Paint Cans (1994). Weltweit bekannt wurde er 1996 durch seine Rolle als Ex-Attentäter Kai in der Fernsehserie Lexx – The Dark Zone.
Zuletzt auf der Leinwand zu sehen war er in einer Hauptrolle in dem Film Blissestrasse von 2011.
Michael McManus ist außerdem als Theaterschauspieler vorwiegend in Produktionen an seinem Wohnort Toronto tätig.

## Filmographie (Auswahl)

### Filme
- 1989: Speaking Parts
- 1992: Sound and Silence
- 1994: Paint Cans
- 1996: Lexx – Rebellen der Galaxis
- 1996: Lexx – Supernova
- 1997: Lexx – Karussell des Todes
- 1997: Lexx – Gigaschatten
- 1998: Dog Park
- 1998: Hard to Forget
- 2004: Promo-Film: Alle lieben ihre Kinder
- 2009: Blissestrasse

### Hauptrollen in Serien
- 1997–2002: Lexx – The Dark Zone (TV-Serie), 3 Staffeln, 57 Episoden

### Gastauftritte in Serien
- 1992: Nick Knight – Der Vampircop
- 1993: Family Pictures
- 1998: Nothing Sacred
- 2000: The Secret Adventures of Jules Verne

### Theater
- 2005/2006: MacBeth, Caravan Farm Theatre, Armstrong, British-Columbia
- 2007: Carnaval, Nakai Theatre in Whitehorse, Yukon-Territorium
- 2008: Bluebeard’s Wife, Caravan Farm Theatre, Armstrong, British-Columbia
- 2013: All our happy days are stupid, The Harbourfront Centre Theatre, Toronto
- 2015: Julius Caesar, High Park Amphitheatre, Toronto